# 尚索尔地区圣博内 (上阿尔卑斯省)
尚索尔地区圣博内（法語：Saint-Bonnet-en-Champsaur）是法国上阿尔卑斯省的一个旧市镇，位于该省西北部，属于加普区（Gap）。该市镇2009年时的人口为1,736人。
尚索尔地区圣博内已于2013年1月1日起和相邻的另外2个市镇合并成为新的尚索尔地区圣博内（Saint-Bonnet-en-Champsaur）。

## 人口
尚索尔地区圣博内人口变化图示
| 数据来源：INSEE |